# SV Klausen
Der SV Klausen (offiziell: Sport-Verein Klausen 1929 e. V.) ist ein Sportverein aus Klausen im Landkreis Bernkastel-Wittlich. Die erste Fußballmannschaft spielte ein Jahr in der damals viertklassigen Oberliga Südwest.

## Geschichte
Der Verein wurde im Jahre 1929 als Sportverein Blau-Weiß Klausen gegründet. Zum ersten Vorsitzenden wurde Matthias Budinger gewählt. Fünf Jahre später erfolgte unter dem Vorsitzenden Jakob Heger und dem Jugendbetreuer Pater Ova die Umbenennung des Vereins in DJK Klausen und die Eingliederung in den DJK-Sportverband. Während des Zweiten Weltkriegs ruhte der Spielbetrieb, sodass es erst 1946 zur erneuten Gründung des Sportvereins mit dem Namen SV Klausen kam. Erster Vorsitzender war Hans Gansen. Der sportliche Aufschwung begann Anfang der 1990er Jahre, als der SVK 1993 unter Trainer Hilairus Comtesse nach zwei Aufstiegen in Folge die Bezirksliga erreichte. Zwei Jahre später folgte der Sprung in die Landesliga, ehe 1997 unter Trainer Alfred Weyland der Aufstieg in die Rheinlandliga gelang. Nach einem dritten Platz in der Saison 2001/02 strebte der Verein eine Fusion mit dem Nachbarverein SV Wittlich an, die jedoch scheiterte. Ein Jahr später stieg die Mannschaft als Meister in die Oberliga Südwest auf. Als abgeschlagener Tabellenletzter folgte der direkte Wiederabstieg. Nachdem fast die gesamte Mannschaft den Verein verlassen hatte, meldete der SVK seine Mannschaft von der Rheinlandligasaison 2004/05 ab. Erst zwei Jahre später wurde ein Neubeginn in der Kreisliga C Mosel gestartet. Nach zwei Aufstiegen spielte der SV Klausen bis 2013 in der Kreisliga A und stieg wieder in die Kreisliga B ab. Zur Saison 2016/17 wurde die Spielgemeinschaft SG Salmbachtal gegründet, welche aus den vier Orten Klausen, Sehlem, Rivenich und Esch bestand und in der Kreisliga A Mosel spielte. Seit dem Abstieg 2019 ist der Verein wieder alleine unter seinem eigenen Namen aktiv.

## Bekannte Personen
Der Klausener Schiedsrichter Edmund Gansen leitete Spiele bis zur 1. Bundesliga und ist heute noch als Beobachter für den Fußballverband Rheinland tätig.